# Clitiga charlottae
Clitiga charlottae là một loài tò vò trong họ Ichneumonidae.